# Estació de Boves
L'estació de Boves és una estació ferroviària al municipi de Boves (al departament francès del Somme). És servida pels trens del TER Picardie.
| Provinença | Estació anterior | Línia        | Estació següent       | Destinació |
| ---------- | ---------------- | ------------ | --------------------- | ---------- |
| Amiens     | Longueau         | TER Picardie | Dommartin-Remiencourt | Paris-Nord |
| Amiens     | Longueau         | TER Picardie | Thézy-Glimont         | Compiègne  |